# Marasmius
Marasmius Fr. (twardzioszek) – rodzaj grzybów należący do rodziny twardzioszkowatych (Marasmiaceae).

## Charakterystyka
Grzyby saprotroficzne wytwarzające owocniki ze skórzastymi lub cienkomiąższowymi kapeluszami i blaszkowym hymenoforem. Blaszki blade, najczęściej przyrośnięte do trzonu, o regularnej tramie. Zarodniki twardzioszków są łezkowate lub eliptyczne, gładkie, pozbawione pory rostkowej, a ich wysyp jest barwy brązowej. Charakterystyczną cechą tego rodzaju jest kontynuacja dojrzewania owocników przy odpowiedniej wilgotności nawet po uprzednim ich wyschnięciu i pozornym obumarciu.

## Systematyka i nazewnictwo
Pozycja w klasyfikacji według Index Fungorum: Marasmiaceae, Agaricales, Agaricomycetidae, Agaricomycetes, Agaricomycotina, Basidiomycota, Fungi.
Rodzaj Marasmius został opisany po raz pierwszy przez Eliasa Friesa we „Floram Scanicam” z 1835 r., który zaliczył go do plemienia (ówczesnym odpowiedniku rodziny) Agaricini znajdującego się w rodzinie (odpowiedniku rzędu) Hymenomycetes. Twardzioszek jest typem nomenklatorycznym rodziny twardzioszkowatych (Marasmiaceae).
Synonimy naukowe:

- Agaricus sect. Androsaceus Pers.
- Androsaceus (Pers.) Pat.
- Chamaeceras Rebent. ex Kuntze
- Collybiopsis (J. Schröt.) Earle
- Discocyphella Henn.
- Gloiocephala Massee
- Heliomyces Lév.
- Hymenoconidium Zukal
- Hymenomarasmius Overeem
- Marasmius sect. Collybiopsis J. Schröt.
- Polymarasmius Murrill
- Protomarasmius Overeem
- Scorteus Earle
- Sympodia (R. Heim) W.B. Cooke
- Tephrophana Earle
- Vanromburghia Holterm

Polską nazwę podał Franciszek Błoński w 1889 r. W polskim piśmiennictwie mykologicznym należące do tego rodzaju gatunki opisywane były także jako bedłka lub zwiędlak.

## Gatunki
Występujące w Polsce
- Marasmius bulliardii Quél. 1878 – twardzioszek nalistny
- Marasmius cohaerens (Pers.) Cooke & Quél. 1878 – twardzioszek ciemnotrzonowy
- Marasmius collinus (Scop.) Singer 1942 – twardzioszek ochrowy
- Marasmius curreyi Berk. & Broome 1879 – twardzioszek czerwonobrązowy
- Marasmius epiphylloides (Rea) Sacc. & Trotter 1925[6]
- Marasmius epiphyllus (Pers.) Fr. – twardzioszek liściolubny
- Marasmius epodius Bres. 1887 – twardzioszek źdźbłowy
- Marasmius favrei Antonín 1991[7]
- Marasmius glabellus Peck 1873 – twardzioszek amerykański
- Marasmius graminum (Lib.) Berk. 1860[8]
- Marasmius limosus Boud. & Quél. 1878 – twardzioszek trzcinowy
- Marasmius littoralis Quél. 1880[9][10]
- Marasmius oreades (Bolton) Fr. 1836 – twardzioszek przydrożny
- Marasmius rotula (Scop.) Fr. 1838 – twardzioszek obrożowy
- Marasmius saccharinus (Batsch) Fr. 1838[11]
- Marasmius teplicensis Antonín & Skála 1993[12]
- Marasmius torquescens Quél. 1872 – twardzioszek żółtobrązowy
- Marasmius tremulae Velen. 1947 – twardzioszek osikowy
- Marasmius wettsteinii Sacc. & P. Syd. 1889 – twardzioszek igłowy
- Marasmius wynneae Berk. & Broome 1859 – twardzioszek białawoliliowy

Nazwy naukowe na podstawie Index Fungorum. Nazwy polskie i wykaz gatunków według Władysława Wojewody (bez przypisów) oraz innych autorów (z przypisami).
Niektóre inne
- Marasmius chordalis Fr. 1838

## Galeria

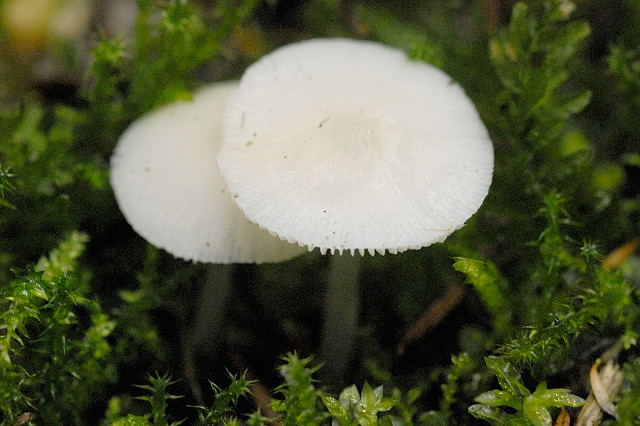
Twardzioszek białawoliliowy
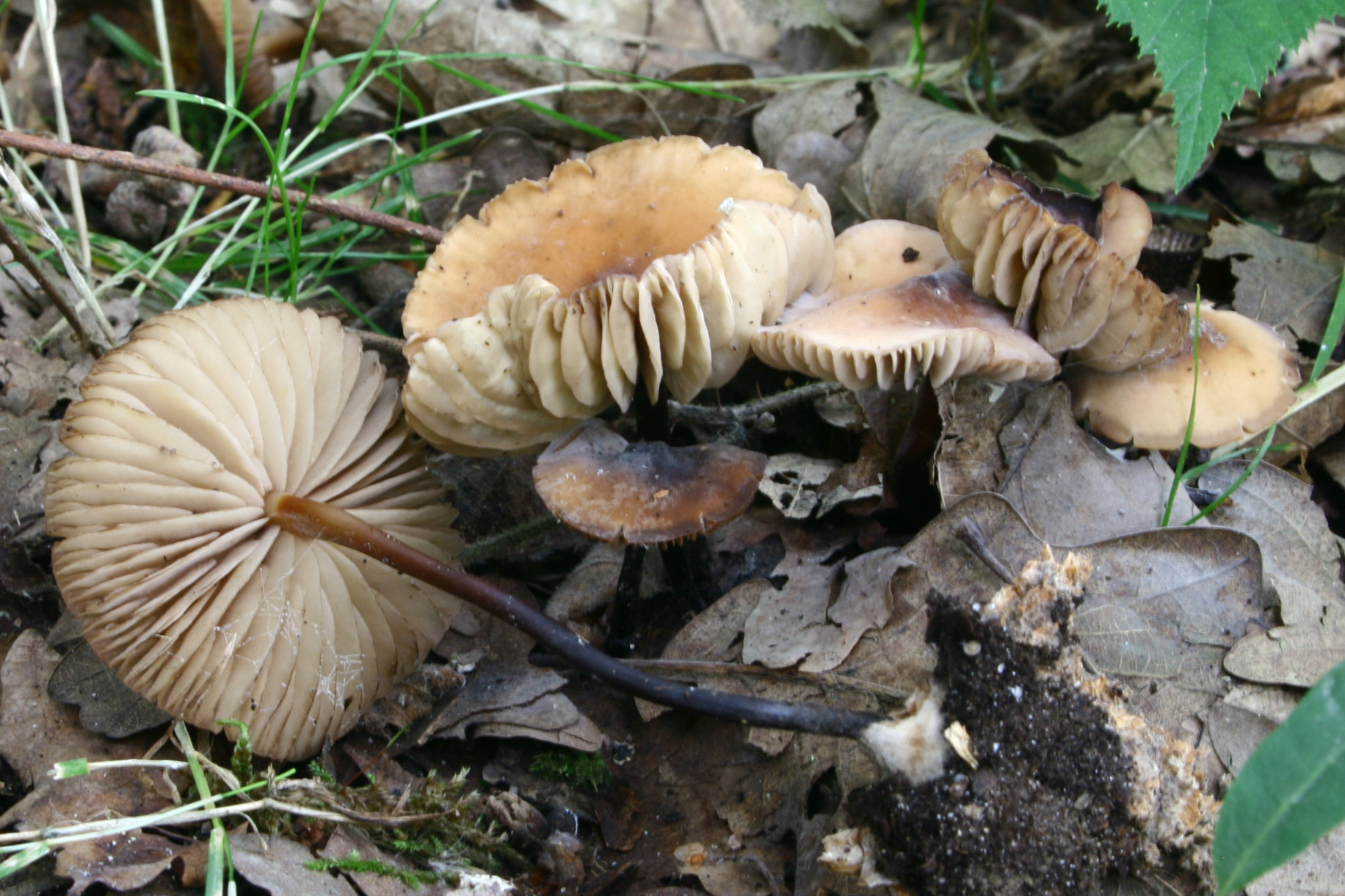
Twardzioszek ciemnotrzonowy
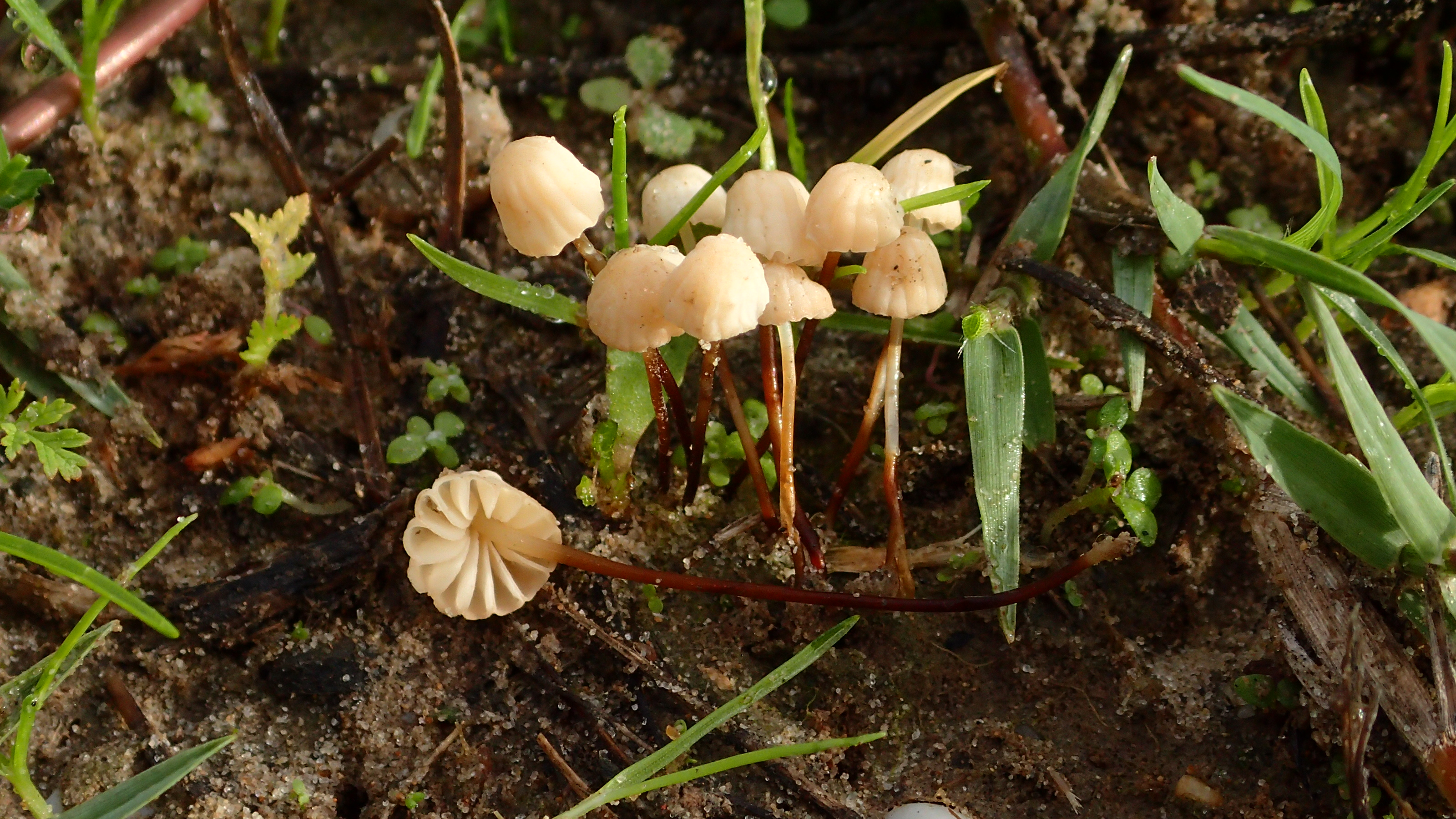
Twardzioszek czerwonobrązowy
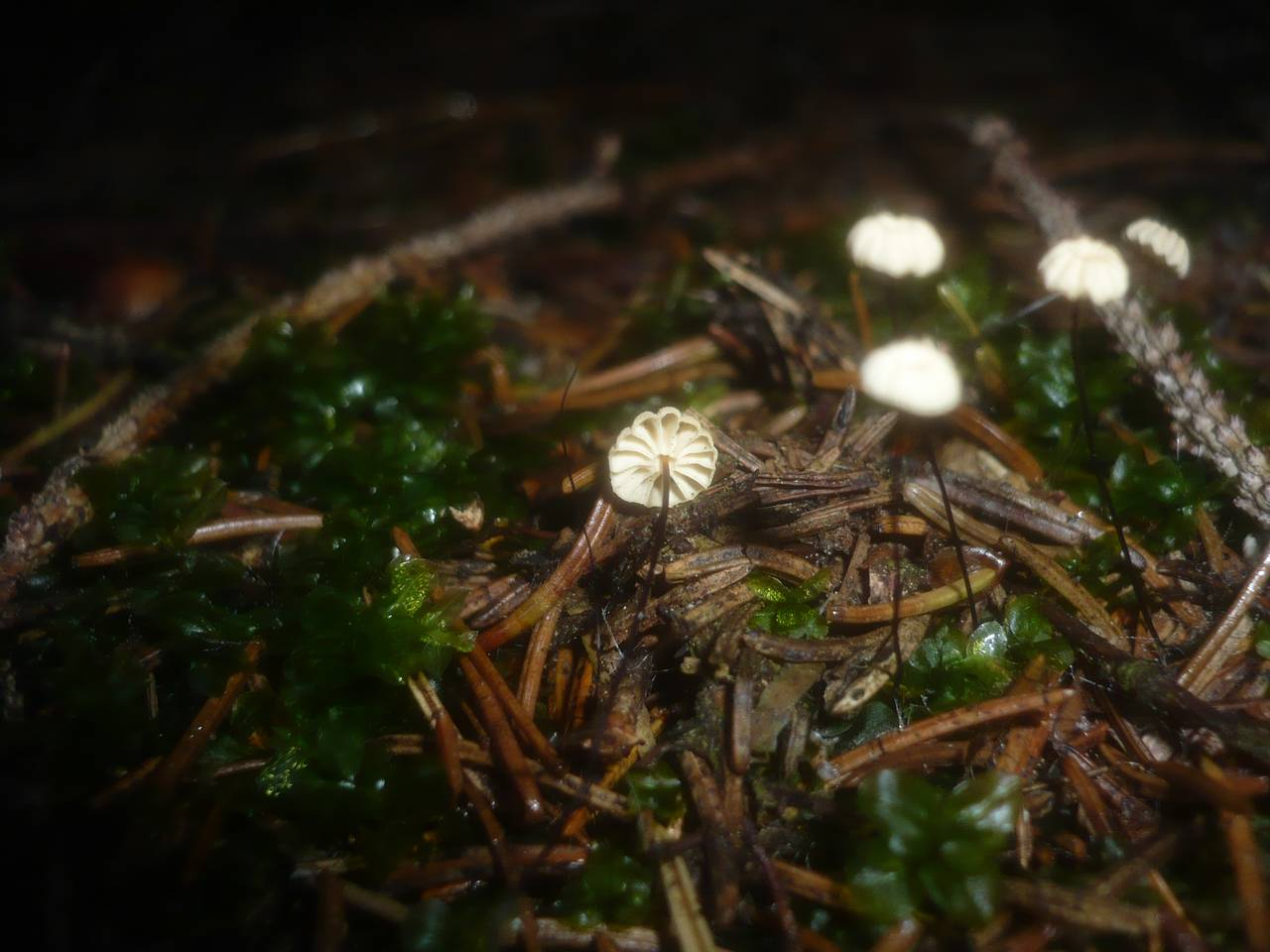
Twardzioszek igłowy
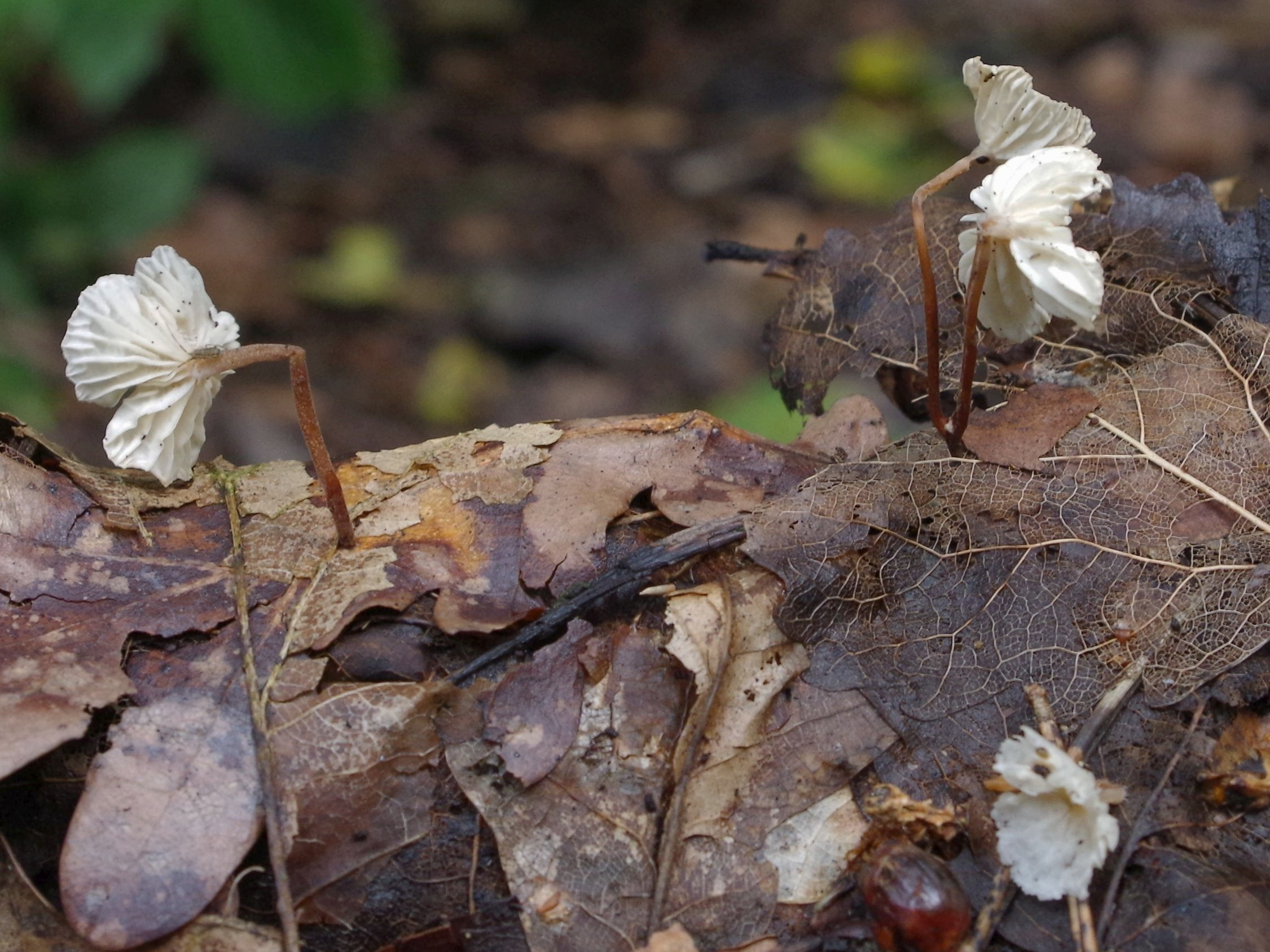
Twardzioszek liściolubny
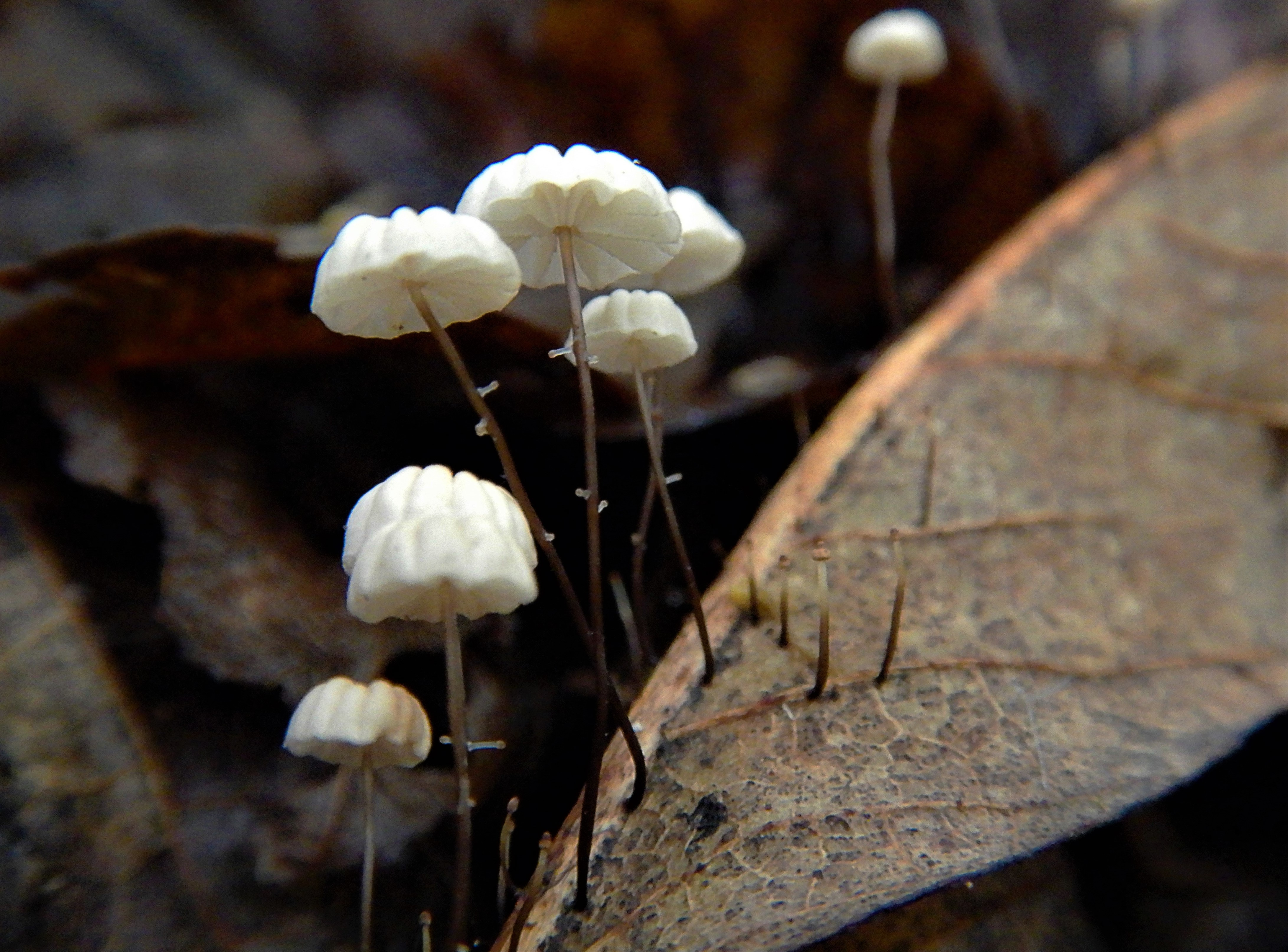
Twardzioszek nalistny
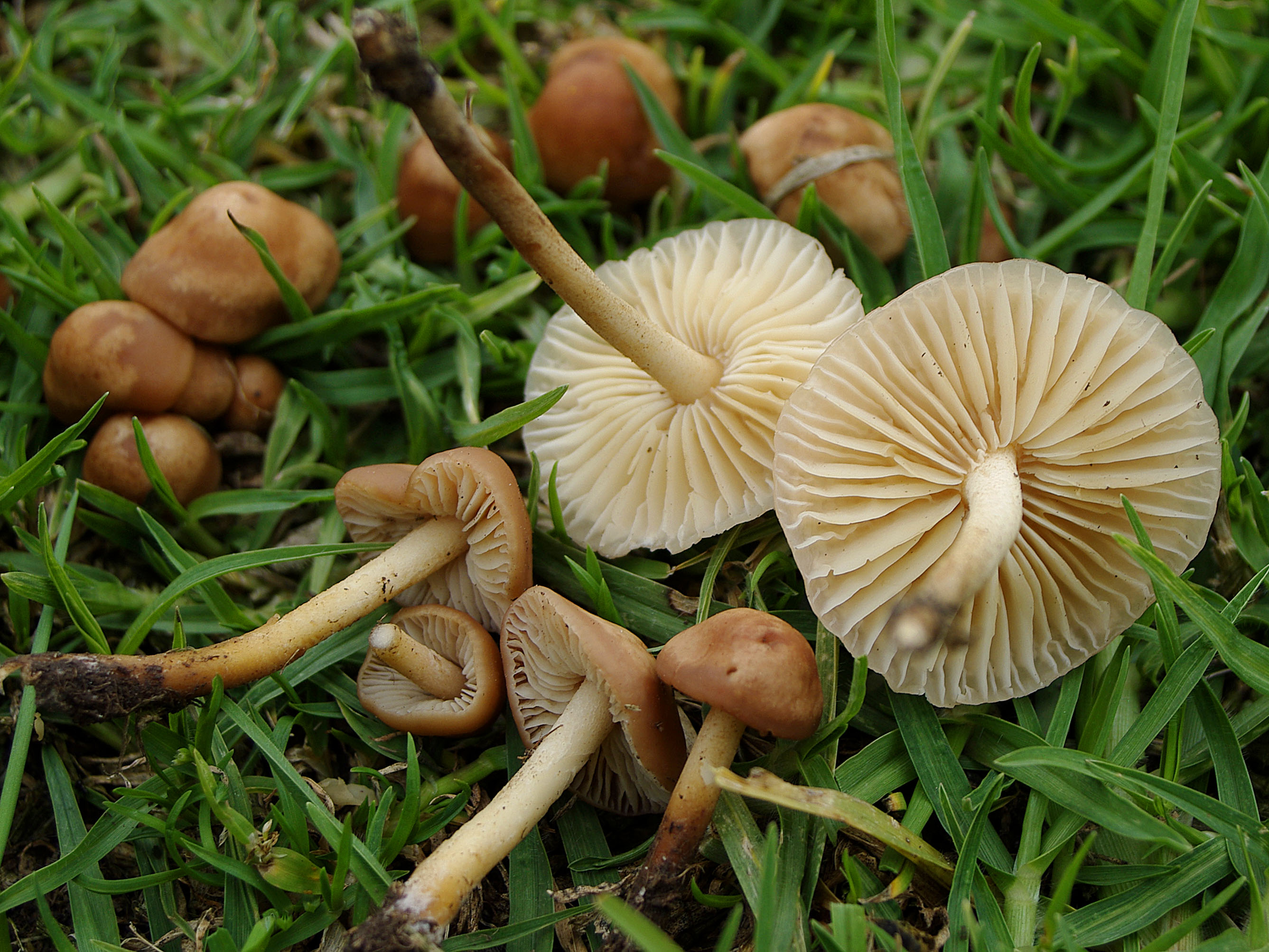
Twardzioszek przydrożny
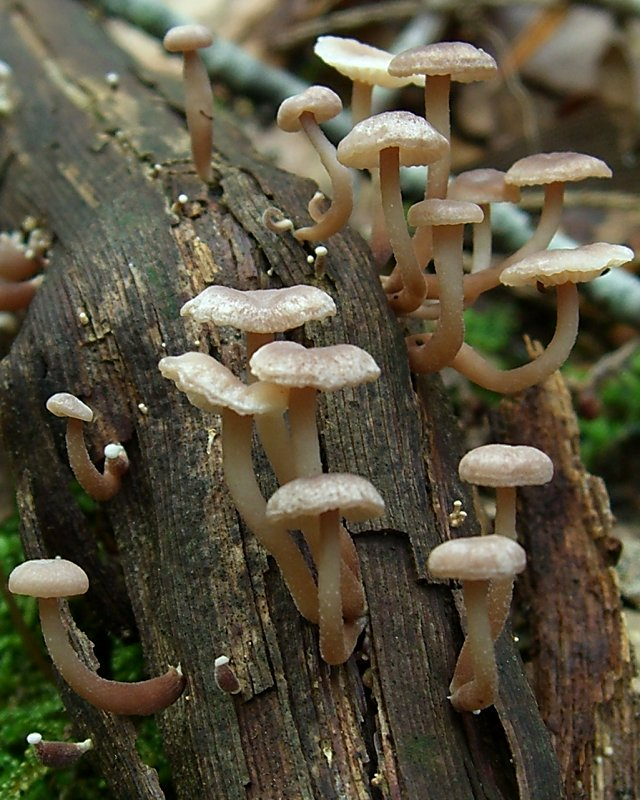
Twardzioszek szczypiorkowy
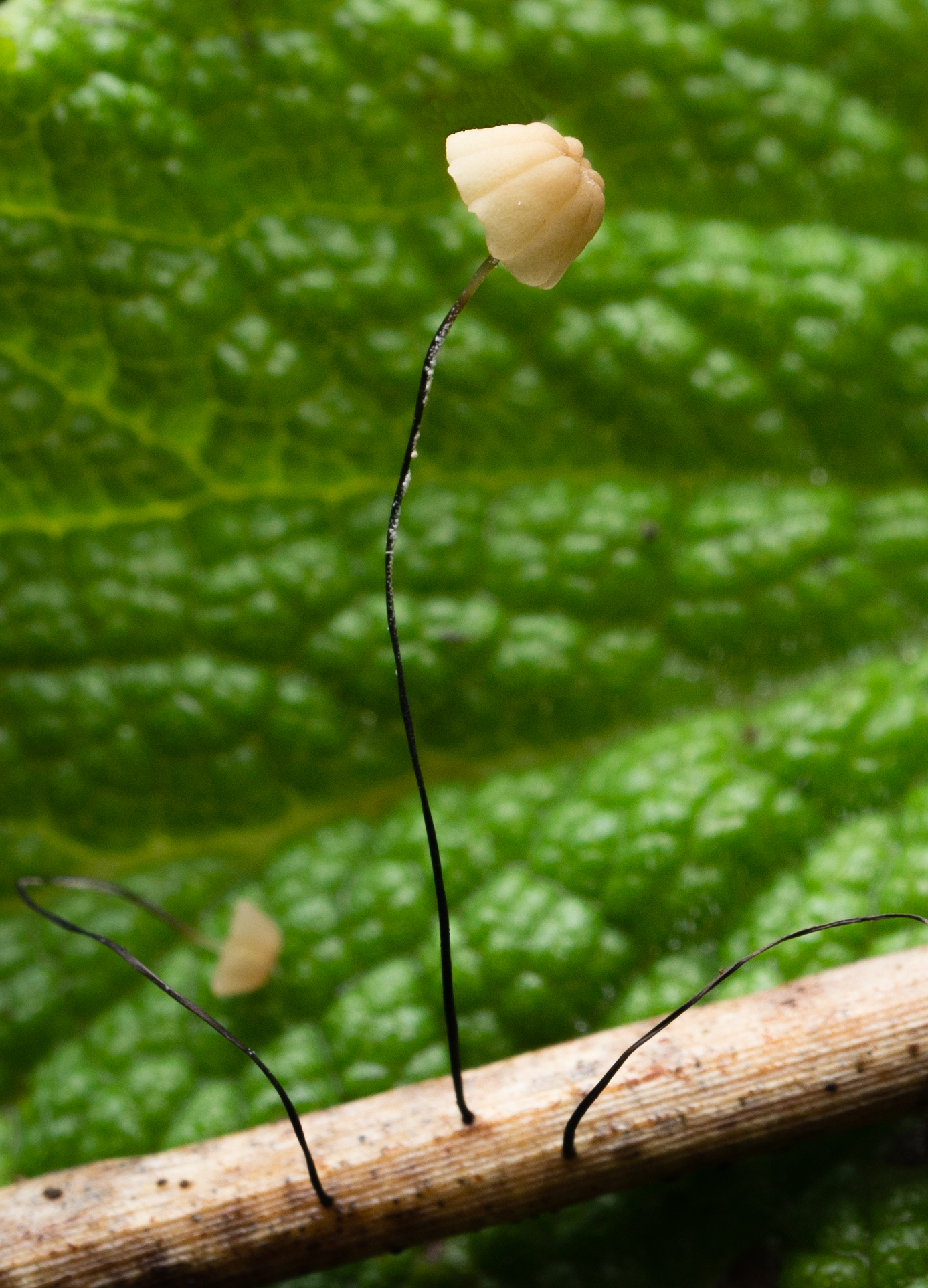
Twardzioszek trzcinowy
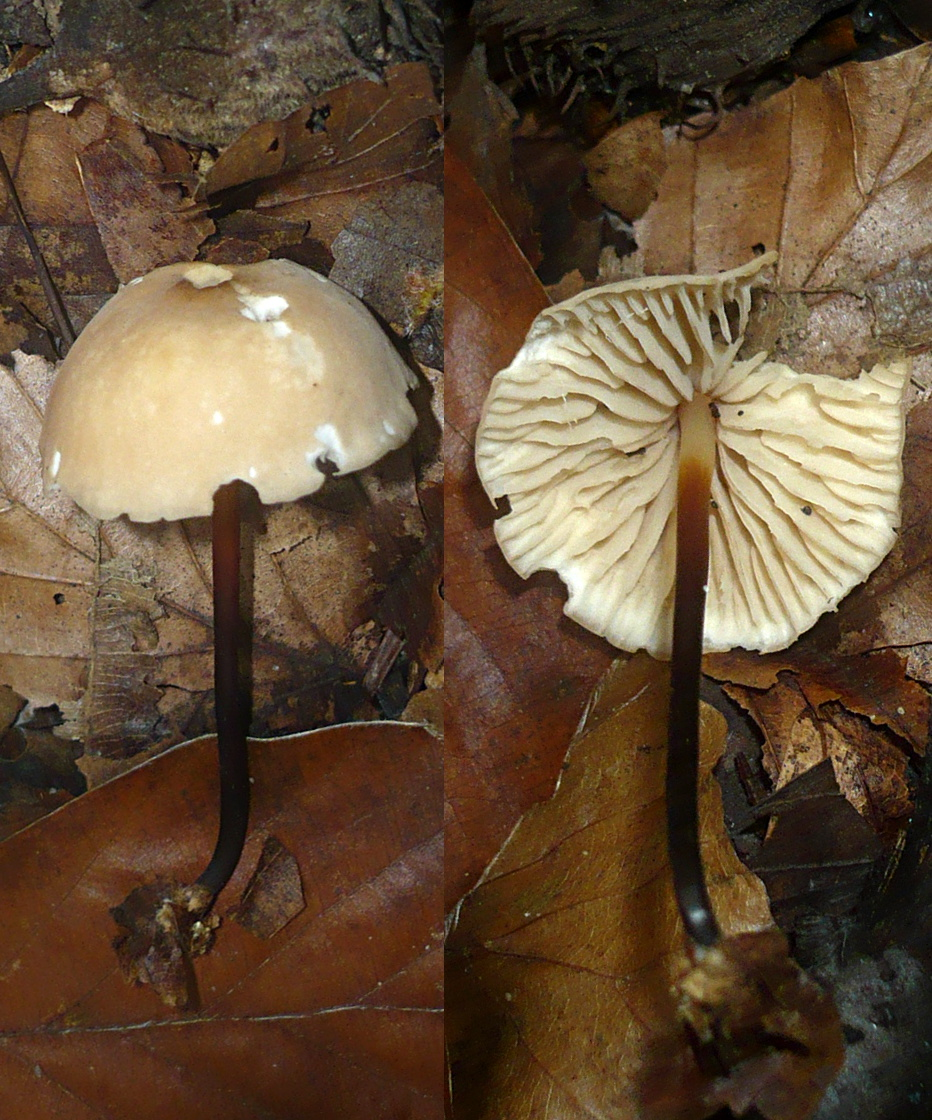
Twardzioszek żółtobrązowy